# Bolechowice (województwo małopolskie)

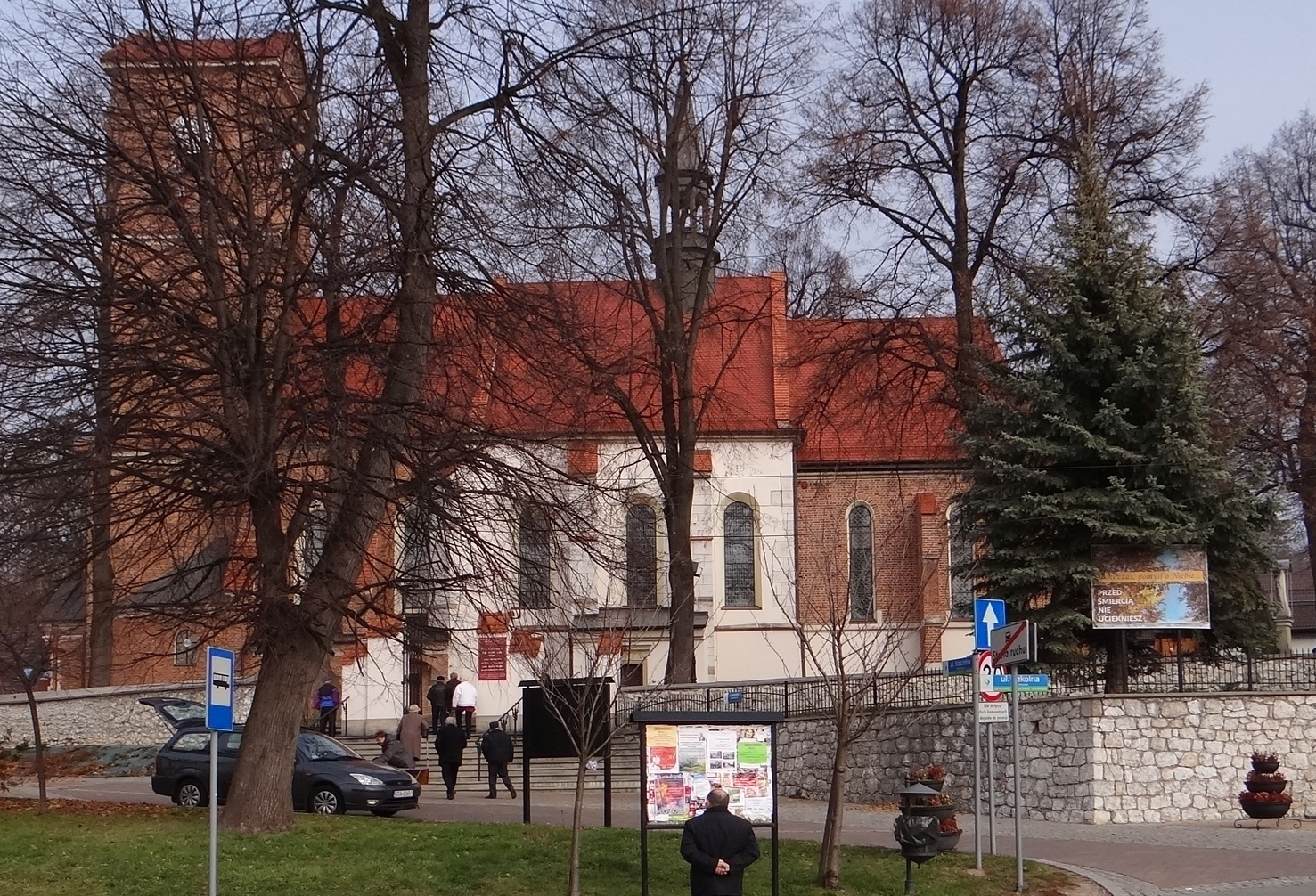
Kościół w Bolechowicach

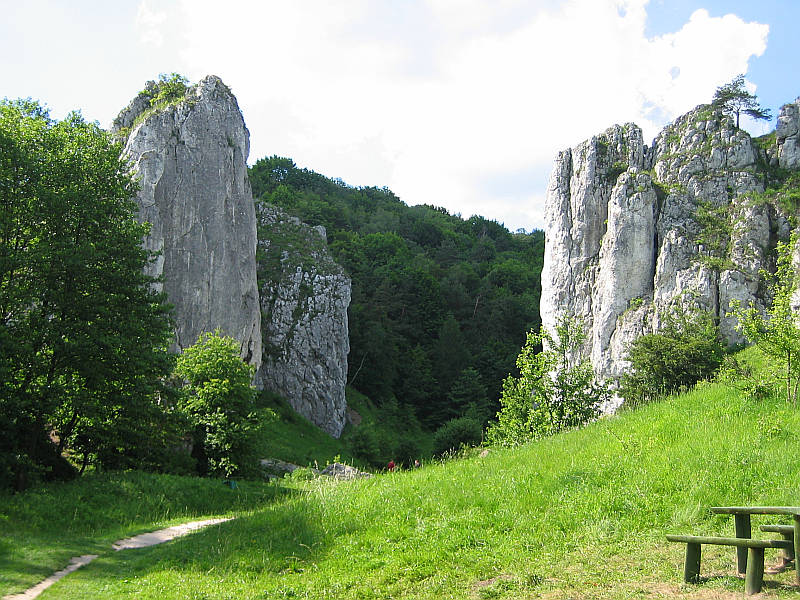
Brama Bolechowicka wejście do Doliny Bolechowickiej

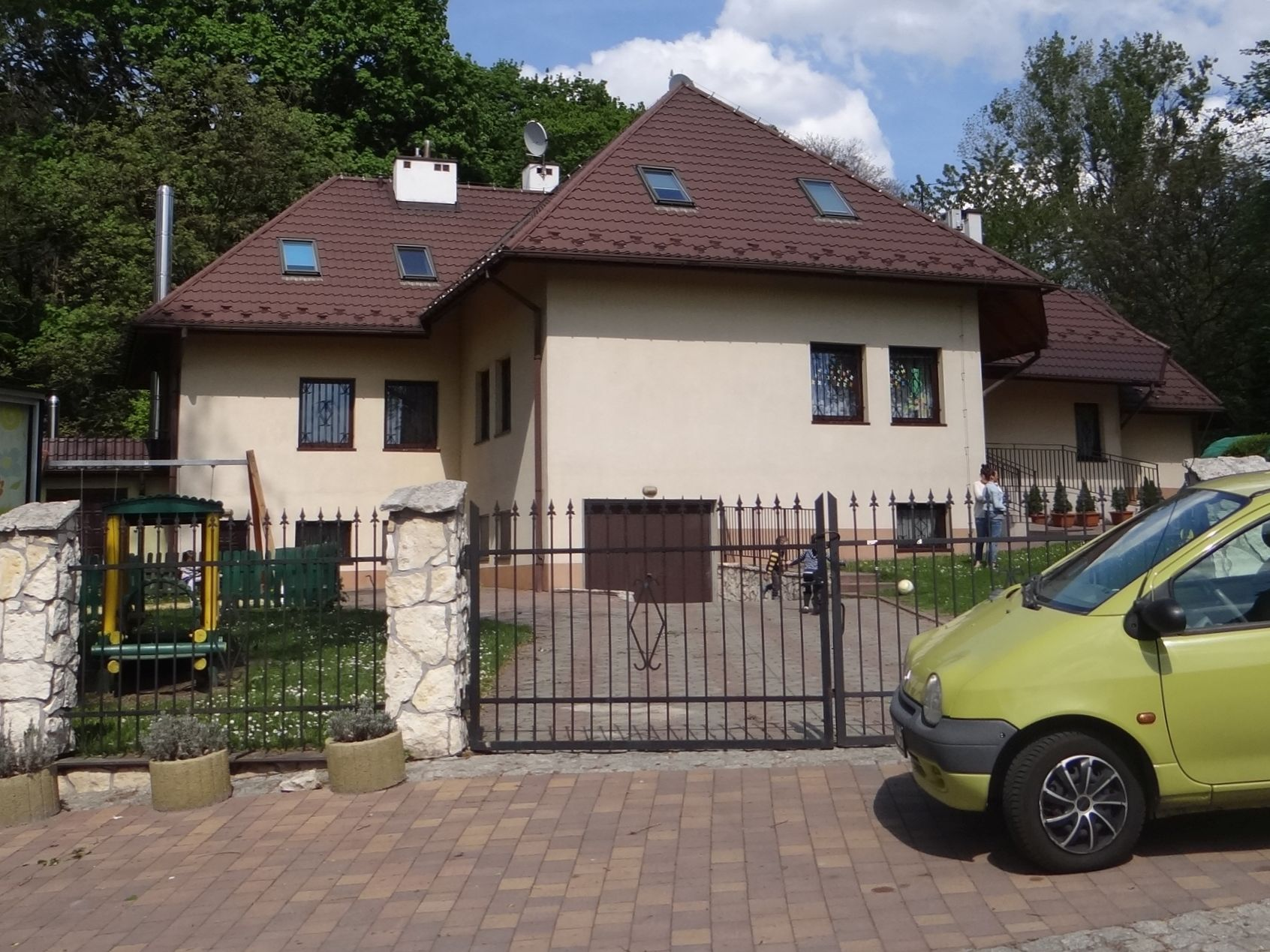
Przedszkole

Bolechowice – wieś w Polsce położona w województwie małopolskim, w powiecie krakowskim, w gminie Zabierzów.
Wieś biskupstwa krakowskiego w powiecie proszowickim w województwie krakowskim w końcu XVI wieku.
W latach 1954–1972 wieś należała i była siedzibą władz gromady Bolechowice. W latach 1975–1998 miejscowość administracyjnie należała do województwa krakowskiego.
W roku 2021 we wsi mieszkało 2677 osób, z czego 51,1% mieszkańców stanowiły kobiety, a 48,9% mężczyźni
| SIMC    | Nazwa        | Rodzaj    |
| ------- | ------------ | --------- |
| 0343579 | Drogi        | część wsi |
| 0343585 | Górki        | część wsi |
| 0343591 | Morgi        | część wsi |
| 0343600 | Skotnica     | część wsi |
| 0343616 | Wola         | część wsi |
| 0343622 | Zielona Duża | część wsi |
| 0343639 | Zielona Mała | część wsi |

## Przyroda i turystyka
Bolechowice położone są w Rowie Krzeszowickim rozdzielającym Wyżynę Krakowsko-Częstochowską od Garbu Tenczyńskiego. Północne tereny wsi ze względu na piękno krajobrazu i cenną przyrodę włączone zostały w obszar Parku Krajobrazowego Dolinki Krakowskie. Położenie miejscowości sprawia, że jest ona dobrym miejscem wypadowym do zwiedzania najpiękniejszych z tych dolin: Doliny Bolechowickiej, Kobylańskiej i Kluczwody. Brama Bolechowicka zamykająca wylot Doliny Bolechowickiej znajduje się zaledwie kilkaset metrów od centrum miejscowości i w jej pobliżu jest parking dla samochodów, również wyloty pozostałych wymienionych dolin znajdują się w bezpośrednim sąsiedztwie wsi. Przebiegająca przez miejscowość sieć szlaków turystyki pieszej i rowerowej umożliwia zwiedzenie również pozostałych, nieco dalej położonych dolin: Będkowskiej, Doliny Szklarki i Doliny Racławki.
Przez wieś przepływa niewielki potok Bolechówka będący lewobrzeżnym dopływem Rudawy. Na terenie miejscowości znajduje się rezerwat przyrody Wąwóz Bolechowicki obejmujący Bramę Bolechowicką i dolny odcinek Wąwozu Bolechowickiego.
W przysiółku Zielona odkryto skarb 68 srebrnych monet polskich, czeskich, niemieckich i angielskich oraz 17 fragmentów srebrnych ozdób: paciorków i kolczyków. Skarb ten został ukryty w ziemi ok. 1020.
Do Bolechowic można dojechać z Krakowa autobusami linii aglomeracyjnych nr 248 268, 278 oraz 288 z Bronowic Małych.
Piesze szlaki turystyczne
 – z Bolechowic do wylotu Wąwozu Bolechowickiego;
 – z Ojcowskiego Parku Narodowego przez górną część Doliny Kluczwody i Wierzchowie, Zelków, Dolinę Bolechowicką (w dół), Karniowice, Kobylany, Dolinę Będkowską, Dolinę Szklarki do Paczółtowic.
Szlaki rowerowe
- rowerowy szlak brzozowy – z Zabierzowa przez Bolechowice, Dolinę Kobylańską (w górę), Krzemionkę, Zelków i przysiółek Gacki, gdzie szlak rozgałęzia się – możliwy jest powrót do Bolechowic lub przejazd do Ujazdu;
- zataczający pętlę szlak z Bolechowic przez Zelków, górną część rezerwatu przyrody Dolina Kluczwody, Wierzchowie, Bębło, Dolinę Będkowską (w dół), Łączki Kobylańskie, Kobylany, Dolinę Kobylańską (w górę), Krzemionkę, Dolinę Bolechowicką (w dół) do Bolechowic.

## Religia
Miejscowość zamieszkują wyznawcy Kościoła rzymskokatolickiego i Świadkowie Jehowy. We wsi ma siedzibę Parafia Świętych Apostołów Piotra i Pawła w Bolechowicach

## Zabytki
Obiekty wpisane do rejestru zabytków nieruchomych województwa małopolskiego.
- Kościół Świętych Apostołów Piotra i Pawła z cmentarzem przykościelnym;
- Dwór z otoczeniem parkowym;
- Spichlerz dworski (przeniesiony do Krzesławic).

## Urodzeni w Bolechowicach
- Ludwik Strugała (ur. 2 lipca 1894, zm. 4 sierpnia 1935 w Niedźwiedziu) – podpułkownik dyplomowany piechoty Wojska Polskiego, kawaler Orderu Virtuti Militari.